# Liste der Monuments historiques in Courtagnon
Die Liste der Monuments historiques in Courtagnon führt die Monuments historiques in der französischen Gemeinde Courtagnon auf.

## Liste der Objekte
| Bezeichnung | Beschreibung | Standort                       | Kennzeichnung | Schutzstatus | Datum | Bild |
| ----------- | --- | ------------------------------ | ------------- | ------------ | ----- | ---- |
| Kruzifix    | Holz, farbig gefasst, 15. Jahrhundert; im Musée du vin de Champagne et d’Archéologie régionale in Épernay deponiert | in der Kirche Ste-Croix (Lage) | PM51003684    | Classé       | 2017  |      |